# Gerd Duwner
Gerhard „Gerd“ Duwner, auch Gary Duwner (* 15. November 1925 in Berlin; † 10. Mai 1996 ebenda) war ein deutscher Schauspieler, Synchronsprecher und Hörspielsprecher.

## Leben
Duwner absolvierte eine klassische Schauspielausbildung in Berlin. Trotz früher Auftritte am Stralsunder Theater blieb Berlin seine künstlerische Heimat, wo er an verschiedenen Theatern Engagements erhielt. Ab 1955 arbeitete Duwner vermehrt bei der Synchronisation fremdsprachiger Filme und blieb bis zu seinem Tod einer der gefragtesten Sprecher. Die Deutsche Synchronkartei weist für Duwner über 2200 Synchronarbeiten aus.
Mit seiner hohen, angerauten und leicht kieksenden Stimme wurde Gerd Duwner zum Synchronsprecher zahlreicher Komiker. Dazu gehören Danny DeVito (Standard-Sprecher in zehn Filmen ab 1984, darunter Tin Men, Auf der Jagd nach dem grünen Diamanten und Der Rosenkrieg), Oliver Hardy (in späteren Synchronfassungen, z. B. von Die Klotzköpfe und Wir sind vom schottischen Infanterie-Regiment) oder Chico Marx (in Eine Nacht in Casablanca, Die Marx Brothers im Kaufhaus und Die Marx Brothers im Krieg). Duwner war außerdem Standard-Sprecher von Mickey Rooney (acht Filme ab 1961, darunter Frühstück bei Tiffany und Eine total, total verrückte Welt).
Der füllige, untersetzte Duwner wurde häufig eingesetzt, um Schauspieler zu synchronisieren, die ungefähr diesem Körperschema entsprachen, darunter Ned Beatty (Standardsprecher in 23 Filmen ab 1972), Charles Durning, M. Emmet Walsh, Peter Butterworth, Dom DeLuise, Burt Young, Kenneth McMillan, Wilford Brimley, Vincent Gardenia, Clifton James, Roy Kinnear, Donald Pleasence oder Jack Weston.

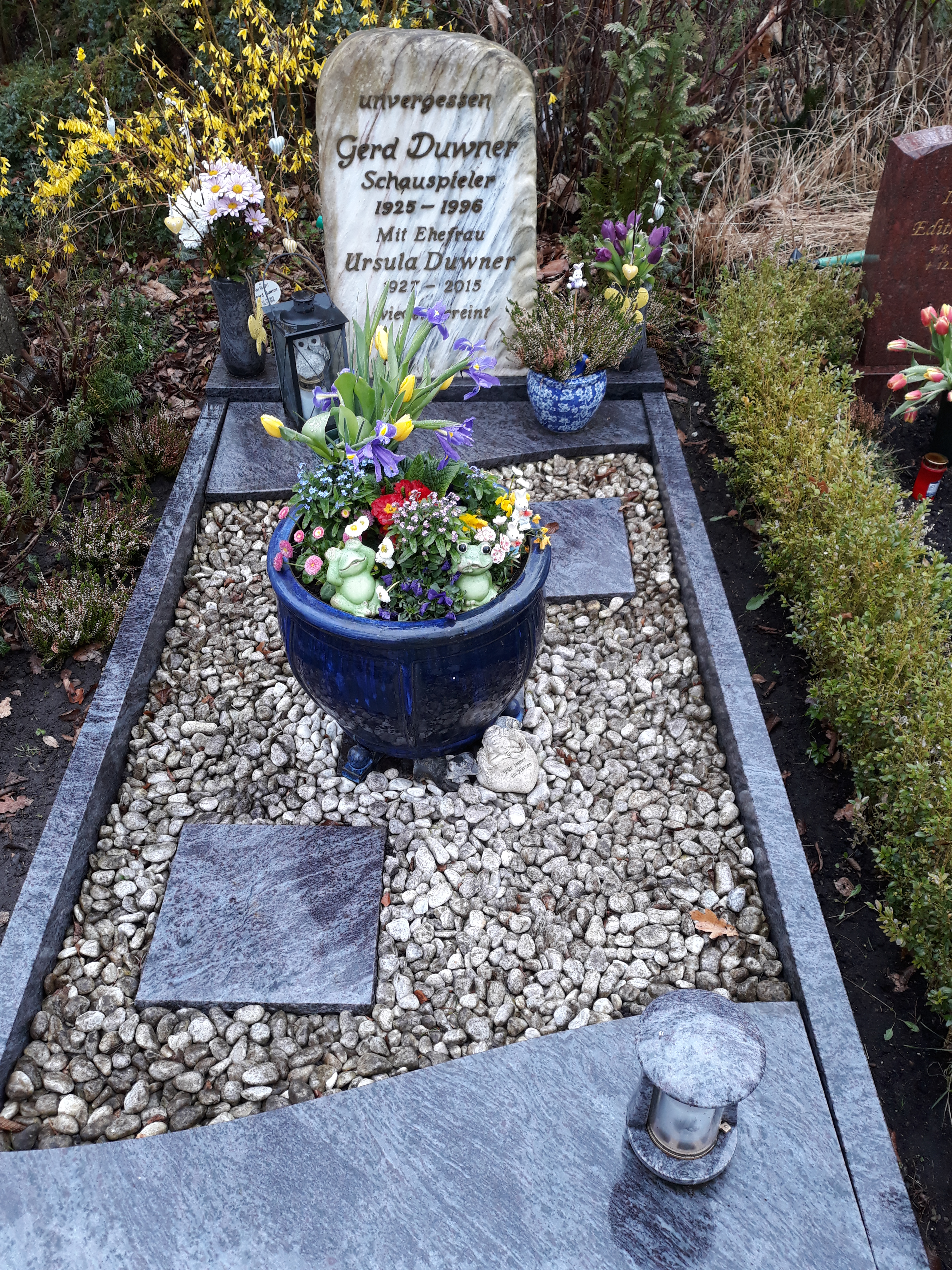
Das Grab von Gerd Duwner und seiner Ehefrau Ursula auf dem Friedhof Eythstraße in Berlin.

Besonders populär wurde seine Stimme durch Serienrollen – so als Ernie in der Sesamstraße, als Barney Geröllheimer in Familie Feuerstein, als Koch Hop Sing (Victor Sen Yung) in der Western-Serie Bonanza oder als Deputy Sheriff Festus Haggen (im Original Ken Curtis – ein Countrysänger mit tiefer Stimme, den in Deutschland Duwners Synchronisation mit einem für die Rolle eigenen Kieksen populär machte) in der langlebigen Fernsehserie Rauchende Colts. Auch die Maus Bernard in Bernard und Bianca – Die Mäusepolizei wurde von ihm gesprochen. Daneben arbeitete Duwner als Schauspieler in Film- und Fernsehproduktionen, in Erinnerung bleibend vor allem als gemütlicher und genussfreudiger Kommissar in der Berliner Krimireihe Direktion City.
Von 1987 bis 1993 war er als Mammon bei den Berliner Jedermann-Festspielen zu sehen.
Als im Januar 1996 die Original-Puppen Ernie und Bert der Hamburger Sesamstraße-Produktion von 1969 gestohlen wurden, wandte sich Duwner, der Ernie seit 1973 seine Stimme lieh, in einem offenen Appell an die Diebe, was schließlich zur Rückgabe der Puppen führte. Er arbeitete außerdem mit dem Komponisten Reinhard Lakomy und der Schriftstellerin Monika Ehrhardt zusammen, so auch bei den CD-Produktionen für Kinder Der Wasserkristall und Der Regenbogen.
Gerd Duwner starb 1996 im Alter von 70 Jahren in einem Krankenhaus in Berlin an Leberkrebs. Seine Grabstätte befindet sich auf dem Friedhof Eythstraße im Berliner Ortsteil Schöneberg.

## Filmografie
| - 1963: Der Fall Rohrbach (Fernsehdreiteiler, eine Folge) - 1970: Pornografie in Dänemark – Zur Sache, Kätzchen - 1971: Die goldene Banane von Bad Porno - 1971: Liebesmarkt in Dänemark - 1971: Der lüsterne Türke - 1971: Ein Käfer geht aufs Ganze - 1972: Peter ist der Boss - 1973: Lokaltermin: Der Pechvogel (Fernsehserie) - 1973: Hamburg Transit: Der Beschützer (Fernsehserie) - 1975: Tatort – Tod im U-Bahnschacht - 1975: Kommissariat 9 – Ein ehrenwerter Mann - 1976: Direktion City (Fernsehserie) - 1976: Lieb Vaterland magst ruhig sein (Verfilmung des gleichnamigen Romans von Johannes Mario Simmel) - 1976: Drei Damen vom Grill (Fernsehserie) - 1978: Café Wernicke (Fernsehserie) | - 1978: Ein Mann will nach oben (Fernsehserie) - 1979: Die Koblanks (Fernsehserie) - 1978: Tatort – Sterne für den Orient - 1980: Warum die UFOs unseren Salat klauen - 1980: Mein Gott, Willi! - 1983: Die zweite Frau (Fernsehfilm) - 1984: Berliner Weiße mit Schuß (TV-Reihe; mehrere Rollen) - 1984: Jakob und Adele (Fernsehserie, eine Episode) - 1985: Nessie – das verrückteste Monster der Welt - 1985: Die Schwarzwaldklinik – Folge 1 – Die Heimkehr - 1986: Tatort – Tödliche Blende - 1989–1992: Ein Heim für Tiere (Fernsehserie, mehrere Folgen) - 1990: Rosamunde - 1993: Auto Fritze (Fernsehserie) |

## Synchronrollen (Auswahl)

### Filme
- 1960: Earl Cameron in Tarzan, der Gewaltige als Tate
- 1962: Ronald Fraser in Die Küchenbullen als Red Band
- 1962: Roy Kinnear in Tiara Tahiti als Enderby
- 1963: John Kitzmiller in James Bond jagt Dr. No als Quarell
- 1964: Bob Hope in Staatsaffären als Frank Larrimore
- 1968: Joe Flynn in Ein toller Käfer als Haferstroh
- 1968: Bernard Spear in Tschitti Tschitti Bäng Bäng als Spion #2
- 1970: Patrick Newell in Die herrlichen sieben Todsünden als Doktor
- 1972: Cyril Cusack in Zwei Himmelhunde auf dem Weg zur Hölle als Matto
- 1977: Bob Newhart in Bernard und Bianca – Die Mäusepolizei als Bernard
- 1977: Mickey Rooney in Elliot das Schmunzelmonster als Lampie
- 1979: Francesco Carnelutti in Das Concorde Inferno als Co-Pilot, 2. Concorde
- 1980: Frederick Worlock in 101 Dalmatiner als Horace
- 1981: Ernest Borgnine in Die Klapperschlange (Escape from New York) als Cabbie
- 1982: Keenan Wynn in Das letzte Einhorn als Captain Cully
- 1984: R. L. Ryan in Atomic Hero als Bürgermeister Peter Belgoody
- 1984: Kenneth McMillan in Reckless – Jung und rücksichtslos als John Rourke Sr.
- 1984: Ric Mancini in Ghostbusters – Die Geisterjäger als Polizist vor Wohnung
- 1984: Roger Grimsby in Ghostbusters – Die Geisterjäger als Roger Grimsby
- 1984: Murray Rubin in Ghostbusters – Die Geisterjäger als Mann am Fahrstuhl
- 1986: Vincent Gardenia in Der kleine Horrorladen als Mr. Mushnik
- 1988: Danny DeVito in Twins – Zwillinge als Vincent Benedict
- 1988: Stubby Kaye in Falsches Spiel mit Roger Rabbit als Marvin Acme

### Serien
- 1960–1966: Mel Blanc in Familie Feuerstein als Barney Geröllheimer
- 1967–1997: Ken Curtis in Rauchende Colts als Deputy Festus Haggen
- 1979–1992: David Doyle in Drei Engel für Charlie als John Bosley
- 1981–1982: Richard Hamilton in Bret Maverick als Cyrus Whittaker
- 1988–1993: Sorrell Booke in Ein Duke kommt selten allein als Jefferson Davis „Boss“ Hogg
- 1988–1993: Tom Bosley in Mord ist ihr Hobby als Sheriff Amos Tupper

## Hörspiele (Auswahl)
- 1959: Jonny Liesegang: Verlobung bei Familie Nuschenpickel (Ein betrunkener Gast) – Regie: Gerd Martienzen (Mundarthörspiel – Saarländischer Rundfunk)
- 1963: Horst Pillau: Umleitung über Altdorf – Eine sanfte Satire aus unseren Tagen – Komposition: Olaf Bienert, Regie: Günther Schwerkolt (SFB)
- 1966: Michael Maaßen: Bella (James) – Regie: Siegfried Niemann (SFB)
- 1968: Taufik El-Hakim: Auf der Strecke (Heizer) – Regie: Siegfried Niemann (SFB)
- 1969: Friedrich Hackländer: Bertha Wegemanns Wege. Damals war’s – Geschichten aus dem alten Berlin (Jocco, ein Liliputaner) (Geschichte Nr. 11 in 15 Folgen) – Regie: Ivo Veit (RIAS Berlin)
- 1983: Alfred Andel: Kunkels selige Witwe. Damals war’s – Geschichten aus dem alten Berlin (Prokurist Dreisam) (Geschichte Nr. 37 in 8 Folgen) – Regie: Horst Kintscher (RIAS Berlin)
- 1987: Sabine Thiesler: Die Kneipe im Kiez. Damals war’s – Geschichten aus dem alten Berlin (ein Schausteller) (Geschichte Nr. 40 in 10 Folgen) – Regie: Bärbel Jarchow-Frey (1–4), Dr. Robert Matejka (5–7), Manfred Marchfelder (8–10) (RIAS Berlin)
- 1990: Marcy Kahan: Die wundersamen Wandlungen des Herbert Mellish (Mickey Mussolini) – Regie: Klaus Mehrländer (WDR)
- 1998: Hans Helge Ott: Oh George! (Gekürzte Fassung) – Regie: Louise Rhode (RB)